# Radek Pastrňák
Radek Pastrňák, vlastním jménem Radomír Pastrňák (*18. října 1963 Ostrava) je hudebník, skladatel a textař, frontman skupiny Buty.
Vystudoval střední průmyslovou školu stavební, kde v roce 1981 maturoval. Poté absolvoval základní vojenskou službu a začal pracovat. V roce 1985 spolu s Richardem Kroczkem začali působit v kapele U238, poté oba působili v kapele B komplex a v roce 1986 založili kapelu Buty, která vznikla ze skupin U238 a B komplex.
Je držitelem Českého lva za nejlepší hudbu k filmu Jízda režiséra Jana Svěráka, v němž hrál jednu z hlavních rolí (1994). Jízda získala na 30. ročníku MFF Karlovy Vary (1995) Křišťálový glóbus za nejlepší film.
Anotace ke koncertu Radek Pastrňák & ČNSO

„Radek Pastrňák, autor mnoha dnes již zlidovělých písní, excelentní kytarista a básník, osobnost, která formovala legendární kapelu Buty. A především umělec, který se svým osobitým humorem, originálními texty a svéráznými melodiemi stal úkazem na české hudební scéně. Proslavil se také jednou z hlavních rolí v legendárním českém filmu Jízda od režiséra Jana Svěráka a zároveň se stal držitelem Českého lva za nejlepší hudbu. On a Český národní symfonický orchestr spolu se Stevenem Mercuriem představili výběr nejoblíbenějších skladeb v symfonické podobě, v aranžmá již zmíněného Stevena Mercuria, který spolupracoval na podobných projektech s Andreou Bocellim, Stingem nebo Pražským výběrem. O další aranže se postarali Vít Pospíšil a Zdeněk Němec, a posluchači si tak mohli vyslechnout nesmrtelné hity jako František, Tata, Mám jednu ruku dlouhou nebo Nad stádem koní. Orchestr podpořili Jan Hasenöhrl, David Fárek, Vít Pospíšil, Lukáš Chejn, Tomáš Uhlík a Ondřej Pomajsl, a Smetanova síň Obecního domu tak zažila nevšední představení.“